# Rodolfo Collazo
Rodolfo Collazo Tourn (* 26. April 1983 in Rosario) ist ein uruguayischer Ruderer.

## Karriere
Der 1,77 Meter große, in Colonia lebende Sportler gehört dem Club Colonia Rowing an und studiert Sportpädagogik am Instituto de la Asociación Cristiana de Jóvenes. 2002 wurde Collazo mit Andrés Medina Uruguayischer Meister im Zweier. Bereits bei den Südamerikaspielen 2002 im Vierer an der Seite von Oscar Medina, Leandro Salvagno und Rúben Scarpati sowie bei den Panamerikanischen Spielen des Folgejahres belegte er jeweils den Silbermedaillenrang. Sodann nahm er an den Olympischen Sommerspielen 2004 teil und erreichte dort mit Joe Reboledo den 18. Platz im Leichtgewichts-Doppelzweier. Bei den Südamerikaspielen 2006 in Buenos Aires gewann er im Vierer mit Emiliano Dumestre, Ángel García und Joe Reboledo die Goldmedaille. Mit Letztgenanntem sicherte er sich im Zweier zudem die Silbermedaille. Hinzu kam Bronze mit Salvagno, Anchieri und Bouvier im Boot.
Nachdem er 2007 dem uruguayischen Team bei den Panamerikanischen Spielen angehörte, zählte er auch 2008 zur uruguayischen Mannschaft in Peking und nahm dort an der Seite Javier Garcías am Wettkampf teil und wurde 15. 2010 im kolumbianischen Medellín gewann er  bei den Südamerikaspielen abermals Gold im Zweier mit Emiliano Dumestre und Silber im Vierer. Bei seiner Teilnahme an den Panamerikanischen Spielen des Jahres 2011 blieb ihm ein Medaillengewinn versagt. Collazo stand ebenfalls im Aufgebot der uruguayischen Mannschaft für die Olympischen Sommerspiele 2012. Dort startete er mit Emiliano Dumestre im Leichtgewichts-Doppelzweier, erreichte das C-Finale und belegte den 16. Rang. Bei diesen Spielen war Collazo der Fahnenträger Uruguays. Er nahm mit der uruguayischen Mannschaft an den Panamerikanischen Spielen 2015 in Toronto teil und belegte den 6. Platz.

## Sonstiges
Collazo wirkte zudem bereits in einem Werbespot des Telekommunikationsunternehmens Ancel mit.

## Auszeichnungen
Im Rahmen der Ehrungen der besten uruguayischen Sportler des Zeitraums 2009–2010 („Deportista del Año“) wurde er am 28. März 2011 seitens des Comité Olímpico Uruguayo im Teatro Solís gemeinsam mit Emiliano Dumestre als bester Sportler des Jahres 2010 in der Sparte „Rudern“ ausgezeichnet.